# Schermcke
Schermke è una frazione della città tedesca di Oschersleben, nella Sassonia-Anhalt.

Conta (2006) 633 abitanti.

## Storia
Schermke costituì un comune autonomo fino al 1º luglio 2009.